# اریترومایسین/سولفافورازول
اریترومایسین/سولفافورازول (با نام تجاری پدیازول) یک داروی ترکیبی از دو آنتی بیوتیک اریترومایسین و سولفافورازول (با عنوان سولفیسوکسازول نیز شناخته می شود) است.
این دارو در درمان عفونت گوش میانی در کودکان و به خصوص هنگامی که هموفیلوس آنفلوانزا عامل بیماری باشد کاربرد دارد.